# Леушкин, Алексей Иванович
Алексей Иванович Леушкин (род. 1 марта 1967 года Куйбышев, РСФСР, СССР) — российский бизнесмен, политический деятель, депутат Государственной Думы ФС РФ первого созыва (1993—1995), совладелец, председатель совета директоров самарского завода «Экран», совладелец холдинга «Техоборонпром», совладелец «АктивКапитал Банка» («АК Банк»).

## Биография
В 1991 году получил высшее образование на историческом факультете в Самарском государственном университете. С 1991 года член Демократической партии России, председатель Самарского регионального отделения партии. В 1993 году был избран председателем исполнительного комитета Самарского отделения избирательного блока «Гражданский союз».
В 1993 году избран депутатом Государственной думы Федерального Собрания Российской Федерации первого созыва. В Государственной думе был членом комитета по организации работы Государственной Думы, входил в депутатскую группу «Стабильность».
С 2005 года является председателем Совета директоров, собственником самарского завода «Экран». Является совладельцем «АктивКапитал Банка». Совладелец холдинга «Техоборонпром».